# Награде Тони
Награде Тони (енгл. Tony Awards) јесу награде које се додељују за постигнућа у раду америчког позоришта. Награде које додељује жири од седамсто чланова сматрају се еквивалентом Оскара (за филм), Емија (за телевизију) и Гремија (за музику).

## Категорије
- Награда Тони за најбољу представу
- Награда Тони за најбољи мјузикл
- Награда Тони за најбољи сценарио за мјузикл
- Награда Тони за најбољу оригиналну музику
- Награда Тони за најбољу нову поставку представе
- Награда Тони за најбољу нову поставку мјузикла
- Награда Тони за најбољег главног глумца у представи
- Награда Тони за најбољег главног глумца у мјузиклу
- Награда Тони за најбољег споредног глумца у представи
- Награда Тони за најбољег споредног глумца у мјзиклу
- Награда Тони за најбољу главну глумицу у представи
- Награда Тони за најбољу главну глумицу у мјузиклу
- Награда Тони за најбољу споредну глумицу у представи
- Награда Тони за најбољу споредну глумицу у мјузиклу
- Награда Тони за најбољу кореографију
- Награда Тони за најбољу оркестрацију
- Награда Тони за најбољи сценски дизајн у представи
- Награда Тони за најбољи сценски дизајн у мјузиклу
- Награда Тони за најбољи костим у представи
- Награда Тони за најбољи костим у мјузиклу
- Награда Тони за најбоље светло у представи
- Награда Тони за најбоље светло у мјузиклу
- Награда Тони за најбољи посебни позоришни догађај
- Награда Тони за животно дело